# NGC 7003
NGC 7003 é uma galáxia espiral (Sbc) localizada na direcção da constelação de Delphinus. Possui uma declinação de +17° 48' 17" e uma ascensão recta de 21 horas, 00 minutos e 42,3 segundos.
A galáxia NGC 7003 foi descoberta em 26 de Agosto de 1864 por Heinrich Louis d'Arrest.